# 约兰·尼克拉松
约兰·尼克拉松（瑞典語：Göran Nicklasson，1942年8月20日—2018年1月27日），瑞典男子足球运动员，司职中场。他曾代表瑞典国家队参加1970年国际足联世界杯，结果队伍止步小组赛阶段。他于2018年去世，享年75岁。